# Bandō Tamasaburō V
Bandō Tamasaburō V (坂東玉三郎, de son nom d'origine Morita Shinichi), né le 25 avril 1950 à Tokyo, est l'un des plus grands acteurs japonais contemporains de théâtre kabuki.

## Biographie
Né le 25 avril 1950, il a eu comme maître Morita Kan'ya XIV de la guilde de Yamatoya.
En août 1970, Yukio Mishima le décrit ainsi : « L'onnagata est la fleur du kabuki, et bien que dans ce domaine les grands anciens soient indispensables, s'il n'y avait pas ces fleurs en bouton que sont les jeunes, le kabuki ne pourrait survivre. Aujourd'hui, quand bien même on voudrait cultiver de telles fleurs, il n'y a pas de terroir pour ce faire et l'on ne peut qu'attendre impatiemment un miracle. Cette attente a été récompensée et Tamasaburō, jeune onnagata dont l'élégance et la délicatesse évoquent le travail de l'ivoire, nous est né, preuve vivante de la vitalité du kabuki ».

## Représentations en Occident
- 1982 : États-Unis
- 1984 : Metropolitan Opera (New York)
- 1985 : États-Unis
- 1986 : Paris (Théâtre Mogador)
- 1989 : Europe
- 1991 : Angleterre
- 1992 : Pologne
- 2013 : Paris (Théâtre du Châtelet)

## Filmographie sélective

### Acteur
- 1979 : L'Étang du démon (夜叉ケ池, Yashagaike?) de Masahiro Shinoda : Yuri / princesse Shirayuki
- 1988 : Teito monogatari (帝都物語?) d'Akio Jissōji
- 1991 : Yumeji (en) (夢二, Yumeji?) de Seijun Suzuki : Onshu Inamura
- 1994 : Nastasja d'Andrzej Wajda : le prince Mychkine / Nastasja
- 1995 : Tenshu monogatari (天守物語?)
- 1995 : Le Visage écrit de Daniel Schmid : lui-même (documentaire)

### Réalisateur
- 1992 : Gekashitsu (外科室?)
- 1993 : Yume no onna (夢の女?)
- 1995 : Tenshu monogatari (天守物語?)